# Yalburt
Koordinaten: 38° 27′ 16,5″ N, 31° 58′ 44″ O

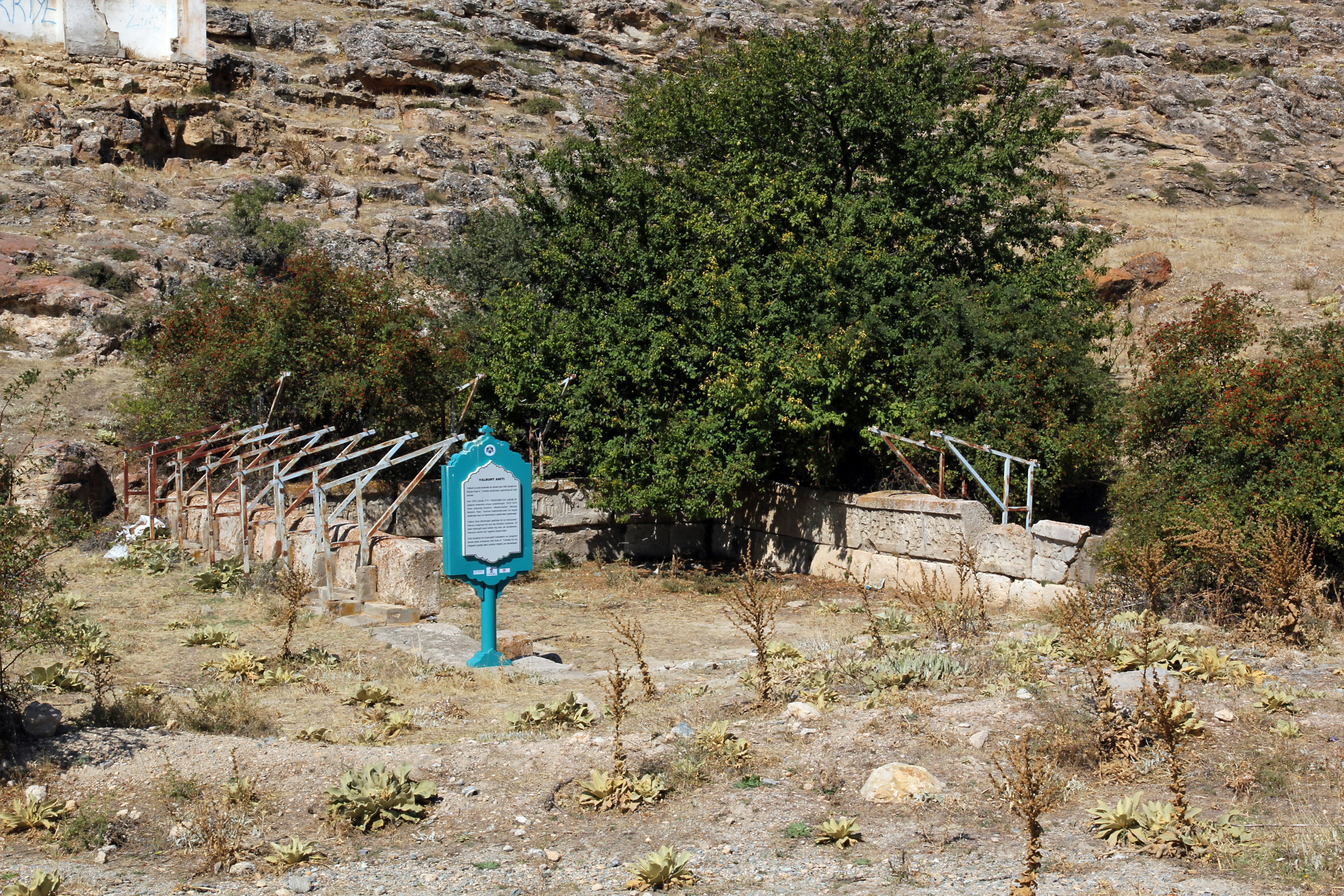
Yalburt von Südosten

Yalburt (türk. Yalburt Yaylası) bezeichnet ein Weidegebiet, benannt nach einem früheren Ort, nahe den Dörfern Dereköy und Çobankaya im Landkreis Ilgın der türkischen Provinz Konya, etwa 23 Kilometer nördlich der Kreisstadt Ilgın. 1970 stieß man dort bei Baggerarbeiten auf Überreste einer hethitischen Teichanlage, deren Mauern mit einem Feldzugsbericht des hethitischen Großkönigs Tudhalija IV. beschrieben sind. 

## Anlage

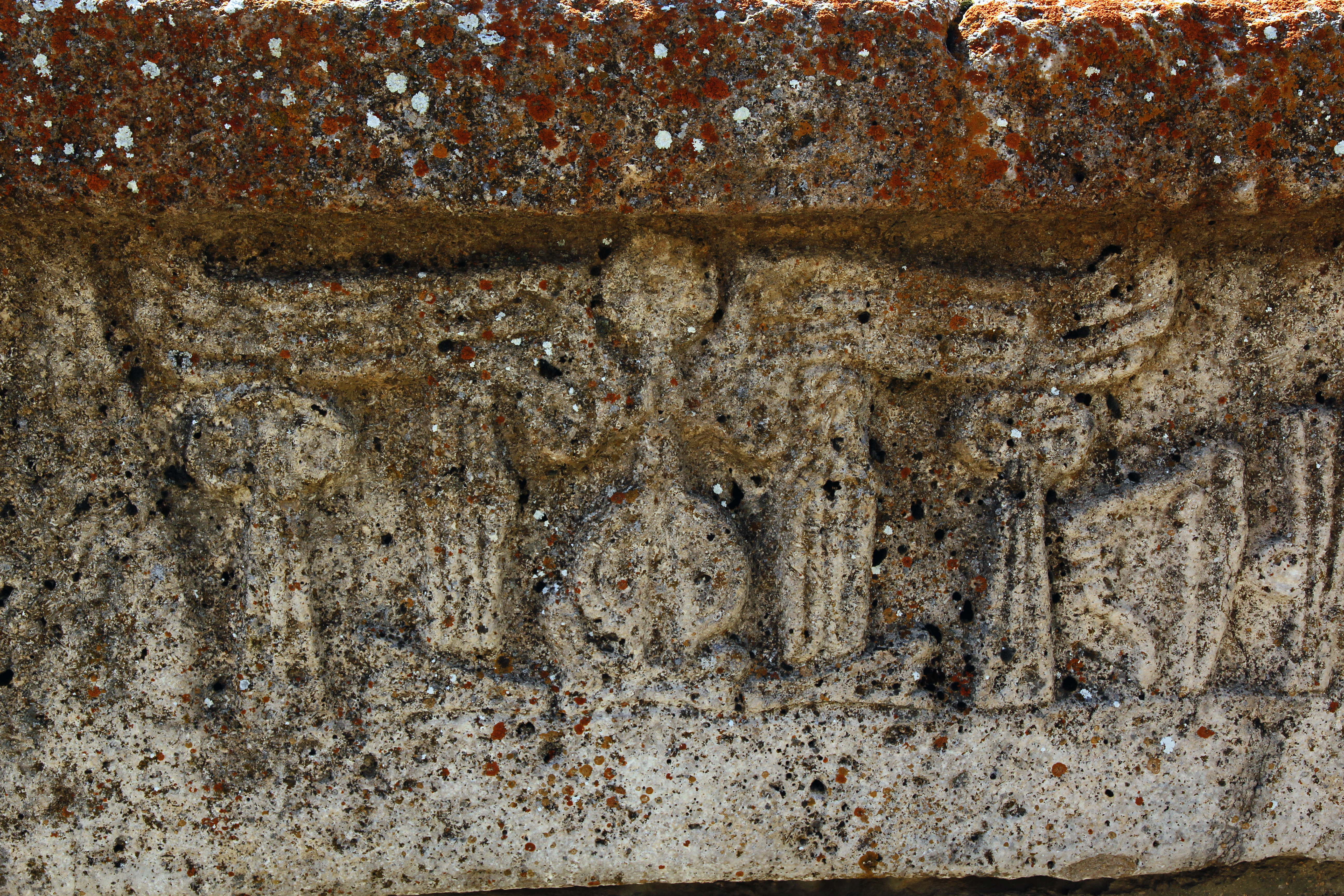
Namenskartusche Tudhalijas

Bei den Grabungen kamen drei von vier Seiten einer rechteckigen Struktur zu Tage, die die Begrenzungen eines Wasserbeckens darstellen. Von der – zweifellos ehemals vorhandenen – vierten, östlichen Seite wurden keine Spuren gefunden. Die Maße betragen 12,60 Meter in west-östlicher und 8,25 bis 8,45 Meter in nord-südlicher Richtung. Auf einer unteren Schicht von Quadern liegt ein Fries, auf dem in luwischen Hieroglyphen Tudhalija IV. einen Bericht über einen Feldzug nach Lykien gibt. Der Fries besteht aus 19 Steinblöcken von etwa einem Meter Höhe und einer durchschnittlichen Länge von 1,70 Metern. Die Blöcke 18 und 19 sind umgestürzt und liegen mit der beschriebenen Seite nach unten großenteils unter Erde begraben.
Der Text beginnt auf Block 1, am Ostende der Südwand, mit der bekannten Namenskartusche des Herrschers mit Namen und Titel unter der geflügelten Sonnenscheibe. Sie entspricht der Kartusche des gleichen Königs, wie sie in Yazılıkaya in Kammer B zu sehen ist, einmal einzeln und einmal im Relief Tudhalijas mit seinem Schutzgott. Da die Blöcke bei der Auffindung im Gelände verstreut waren, entstanden vermutlich Fehler bei der Aufstellung der Schriftsteine durch die damaligen Ausgräber. Nach der Publikation des Inhalts durch Massimo Poetto 1993 und der Bearbeitung durch John David Hawkins 1995 besteht allgemeine Einigkeit, dass der Text sich nicht auf Block 2, sondern auf Block 16a fortsetzt. Es folgt die Abstammung des Königs und dann auf Block 16 der Beginn des erzählenden Teils. Damit ergibt sich folgende Einleitung des Berichts:

„Die Majestät, labarna, Tu(dḫalija), Großkönig, Held,
des Ḫattusili, des Großkönigs, des Helden Sohn,
des Mursili, des Großkönigs, des Helden Enkel,
[des Suppiluliuma, des Großkönigs, des Helden] Urenkel,
aufgrund der Huld des Wettergottes:
Ich eroberte alle Länder [...]“

Der Großkönig beschreibt einen Feldzug nach Lykien, im Einzelnen werden namentlich die Länder oder Orte Kuwalatarna, Lukka, Winuwanti (möglicherweise Oinoanda), Pinali (Pinara), Tlawa (Tlos), Awarna (Xanthos) und Patara genannt. Die Länder werden mit dem Beistand des Wettergottes besiegt, Frauen und Kinder knien zu Füßen des Königs nieder, auch von reicher Beute ist die Rede.
John David Hawkins sieht einen Zusammenhang zwischen der Erwähnung der eingenommenen Städte Awarna und Pinali in der Yalburtinschrift und deren Erwähnung im Milawata-Brief, als dessen Verfasser in der Forschung Tudḫalija IV. gilt. In diesem Brief geht es in § 6 und § 9 um Gefangene, die der Vater des Empfängers in Atrija (in Karien, möglicherweise beim antiken Stratonikeia gelegen) und Utima gemacht hatte und auch von dessen Nachfolger und Sohn noch nicht freigelassen worden waren. Tudḫalia IV. bot offenbar einen Austausch gegen Geiseln, die er in Awarna und Pinali genommen hatte, an, war in Vorleistung getreten und mahnt den Adressaten, nun seinerseits die Gefangenen aus Atrija und Utima freizulassen. Hawkins vermutet, dass Tudḫalija die im Brief genannten Geiseln aus Arwarna und Pinali während des in der Yalburt-Inschrift beschriebenen Feldzugs gegen die Lukka-Länder genommen hat.
Über die vierte, östliche Seite des Wasserbeckens besteht keine Klarheit. Im Museum für anatolische Zivilisationen in Ankara sind seit den ersten Ausgrabungen zehn weitere Blöcke gelagert, die nicht genau zugeordnet werden können. Darunter befinden sich Fragmente mit Hieroglyphen, aber auch eines mit einer bildlichen Darstellung. Zu sehen ist der Rumpf des Königs, der eine Keule in der Hand hält. Er wird von einem Berggott, erkennbar an dem Schuppenrock, beschützend im Arm gehalten. Auch hier liegt der Vergleich zur Umarmungsszene Tudhalijas durch Šarruma in Yazılıkaya nahe. Das Bruchstück weist darauf hin, dass möglicherweise die Ostseite mit figürlichen Darstellungen ausgestattet war. Daraus würden sich Ähnlichkeiten zum Wasserheiligtum von Eflatun Pınar ergeben. Auch ein – heute nicht mehr vorhandenes – Bruchstück einer Statue, das zerstört außerhalb der Südseite gefunden wurde, allerdings nicht datiert werden kann, weist vielleicht auf eine bildliche Ausstattung hin.
Ömür Harmanşah und Peri Johnson konnten im Rahmen ihres Survey-Projekts der Umgebung in der Kampagne 2015 südlich des Monuments erstmals eine größere Menge Keramik der mittleren und späten Bronzezeit entdecken, die auf eine mögliche Siedlung des 2. Jahrtausends v. Chr. in Yalburt hindeuten.

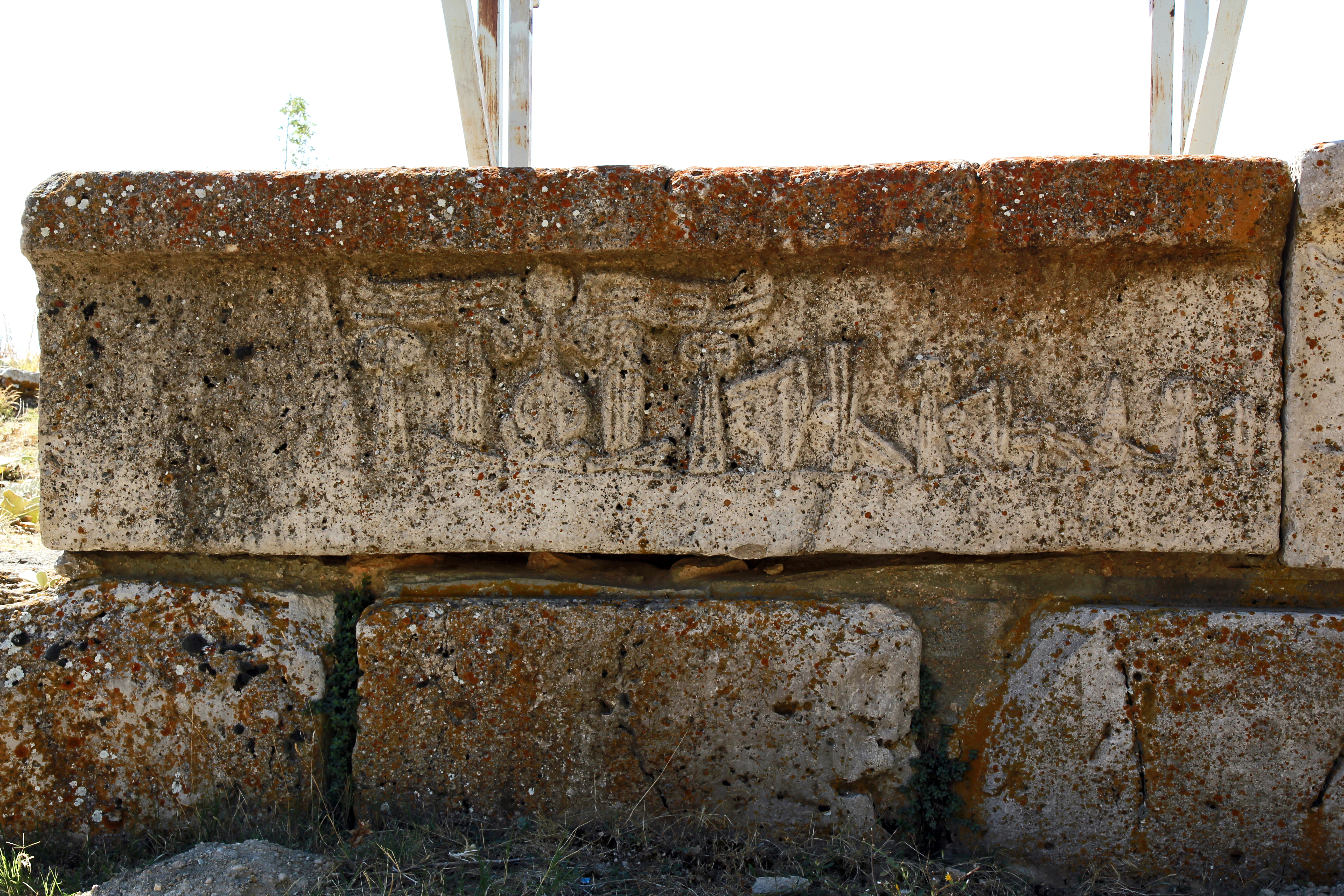
Südseite Block 1
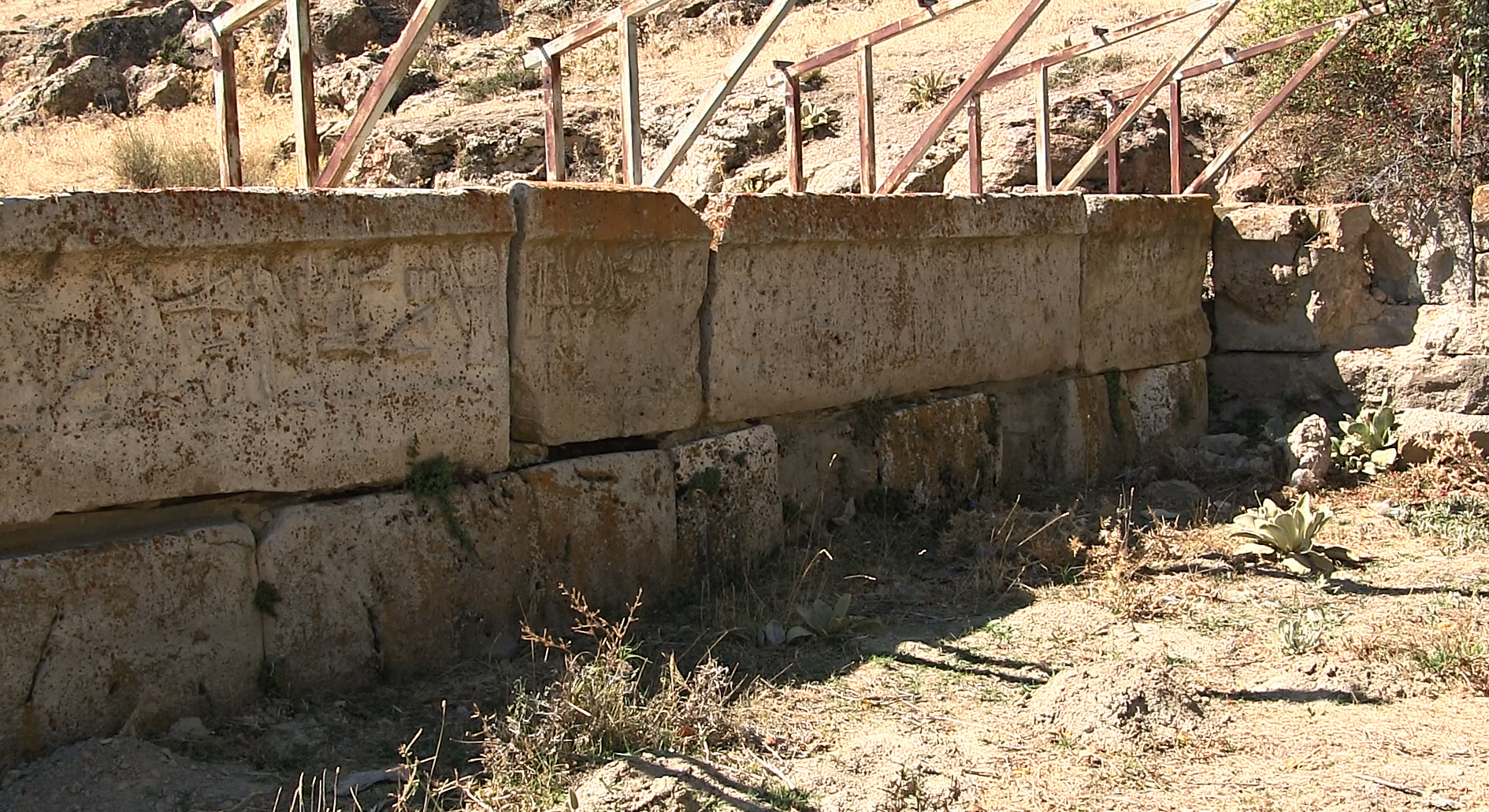
Südseite Blöcke2–6
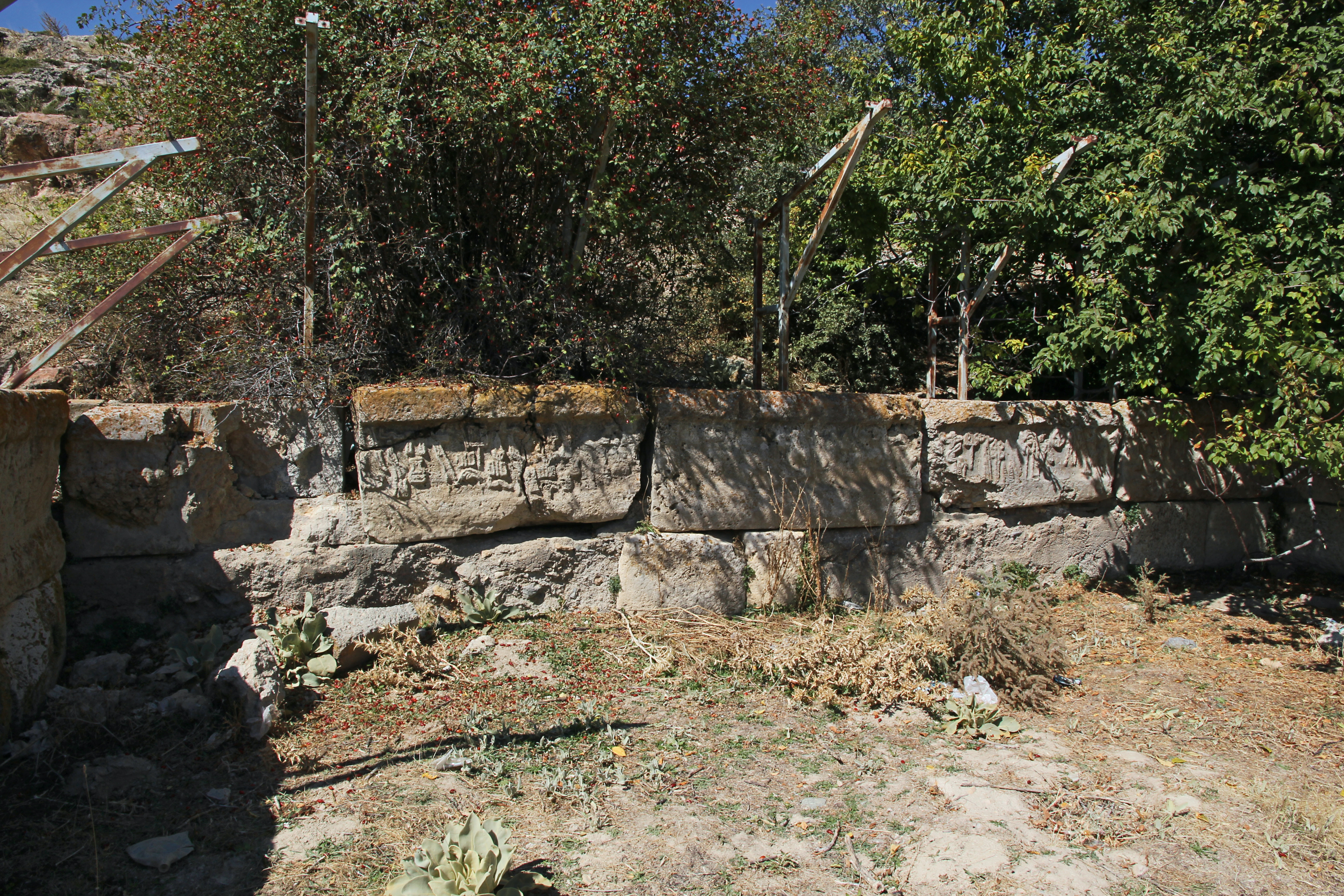
Westseite Blöcke 6–10
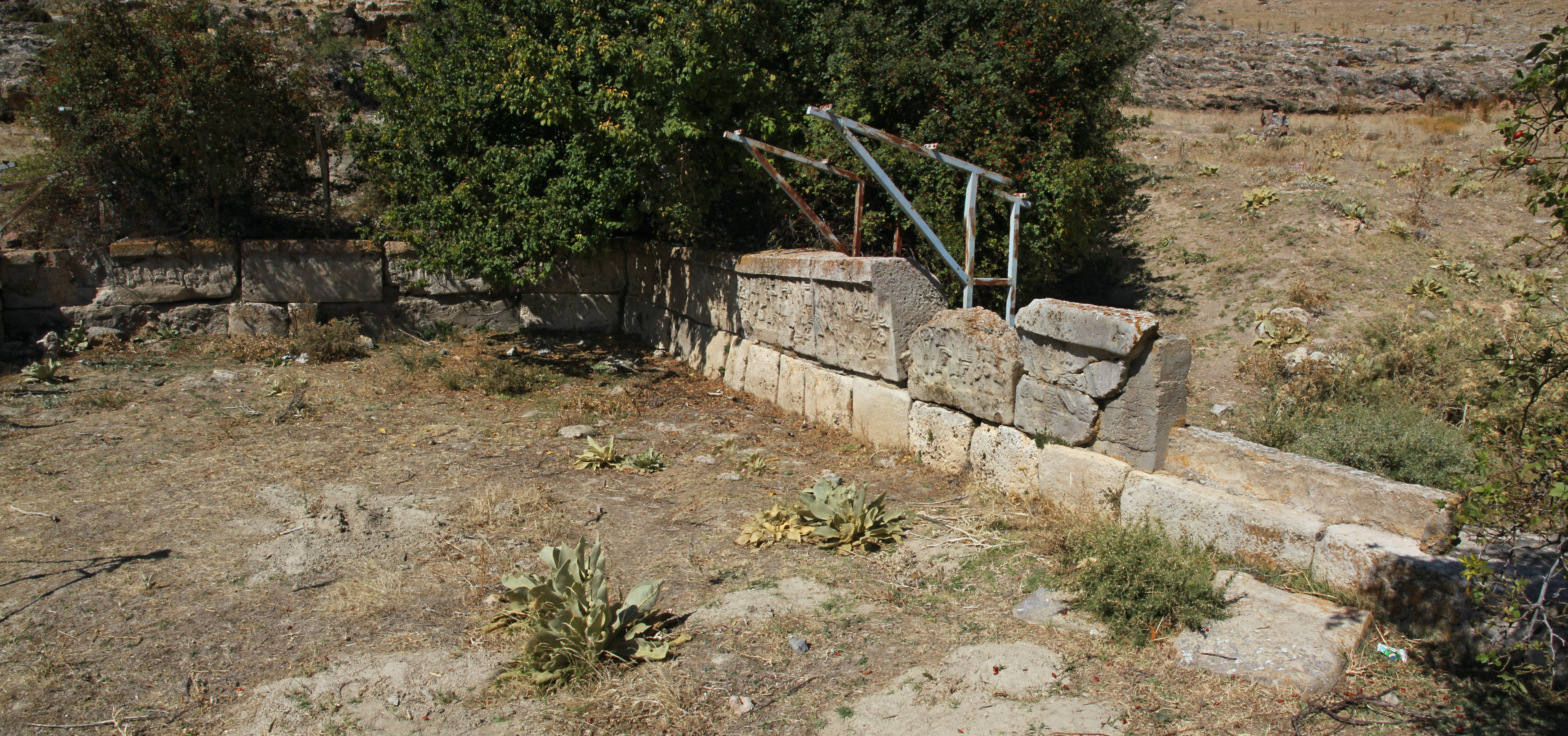
West- und Nordseite mit Blöcken 10–19
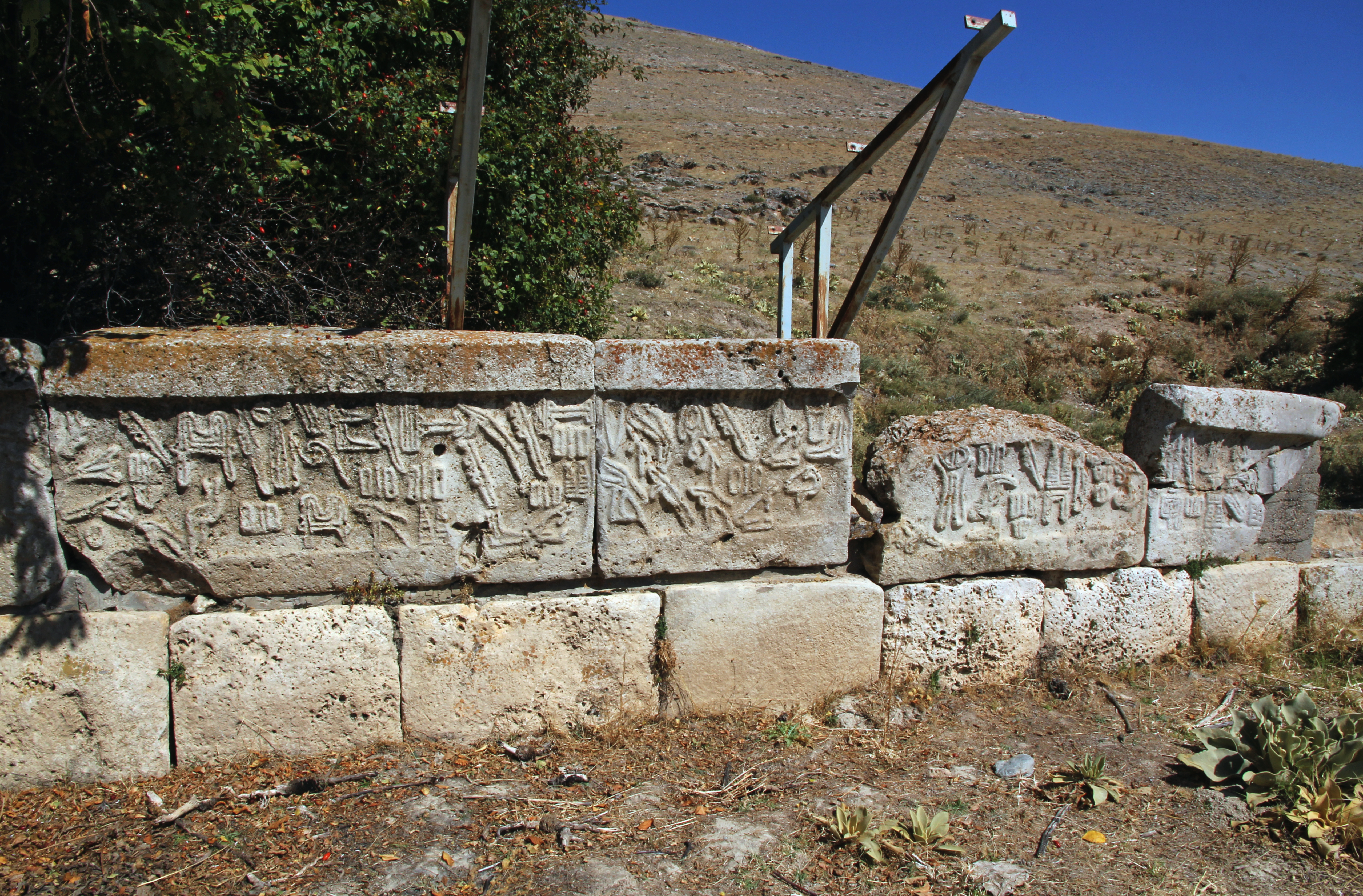
Nordseite Blöcke 14–17

## Forschungsgeschichte
Nach der Entdeckung 1970 wurden vom damaligen Direktor des Museums in Ankara, Raci Temizer, erste Ausgrabungen durchgeführt und die Schriftblöcke wieder aufgestellt oder nach Ankara verbracht. Die erste Dokumentation mit Photos und Zeichnungen veröffentlichte Massimo Poetto 1993. Im Jahre 1995 erschien eine weitere Bearbeitung des Textes durch John David Hawkins. Seit 2010 finden durch Ömür Harmanşah und Peri Johnson im Rahmen des Yalburt Yaylası Archaeological Landscape Research Projects der Brown University in Providence neue Forschungen in Yalburt und der umliegenden Landschaft statt. 